# Osdorfer Born

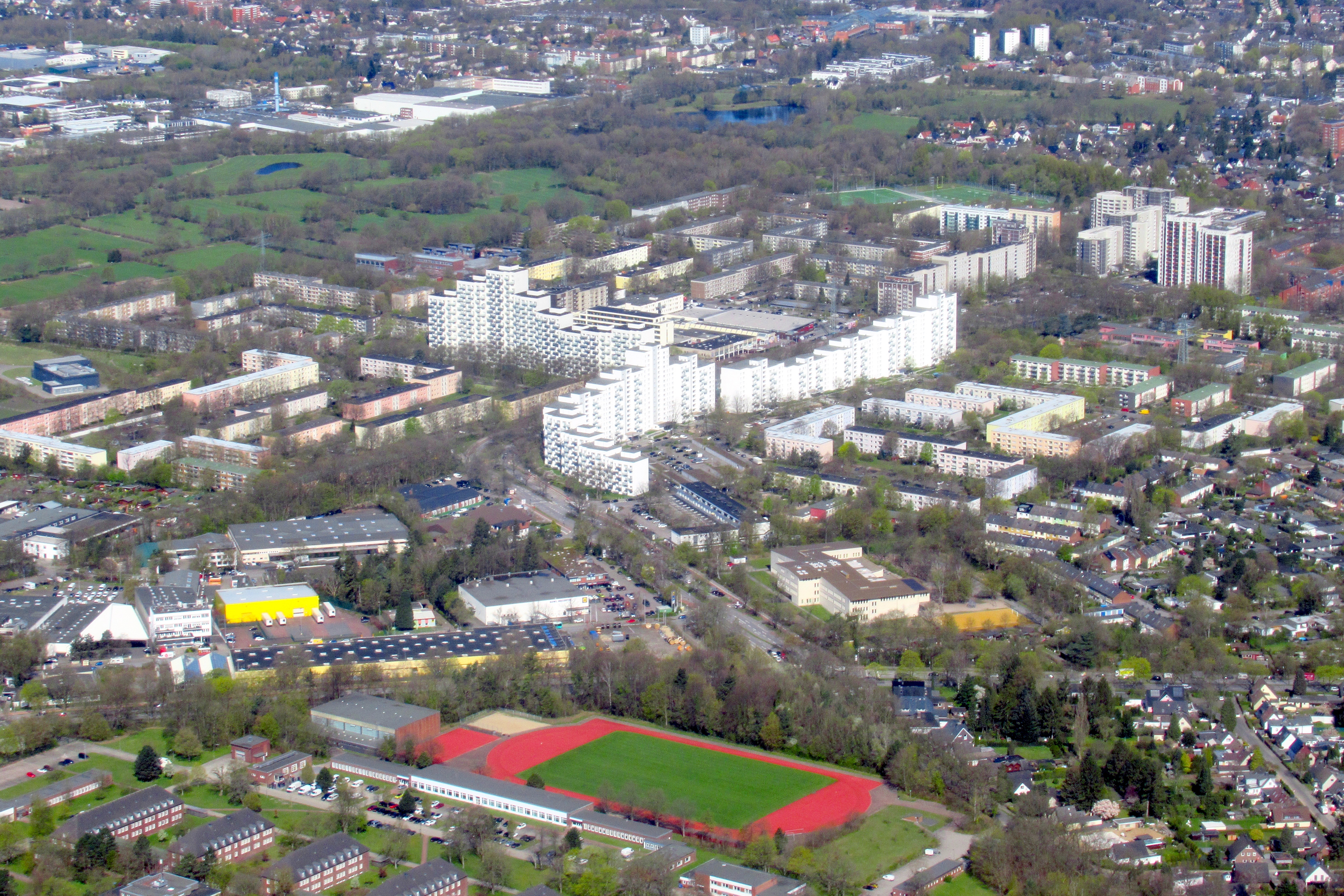
Der Osdorfer Born

Der Osdorfer Born ist eine Plattenbau-Großsiedlung in Hamburg. Sie liegt in den Stadtteilen Osdorf und Lurup, nahe der westlichen Stadtgrenze. Der Osdorfer Born hat eine Fläche von 0,7 km². 2004 lebten hier 10.552 Einwohner, wodurch sich eine Bevölkerungsdichte von 15.047 Einwohnern je km² ergab.

## Name
Die Siedlung ist nach einem ehemaligen Badeteich namens „Born“ nahe der Straße Am Osdorfer Born benannt, der durch einen kleinen Bachlauf in die Düpenau entwässerte. Er wurde auf einigen Karten auch als „Fisch-Teich“ bezeichnet. Heute befindet sich an dessen Stelle das „Bäderland Sommerfreibad Osdorfer Born“. Etwas nördlich ist heute als Naherholungsgebiet der Siedlung Osdorfer Born der Bornpark mit dem Helmuth-Schack-See gelegen.

## Entwicklung
Die Siedlung wurde seit 1960 von der Neuen Heimat und mehreren Genossenschaften geplant und größtenteils in den Jahren 1967 bis 1972 gebaut. Sie war neben Steilshoop und Mümmelmannsberg eine der ersten Hamburger Großsiedlungen. Weitere folgten, waren jedoch wesentlich kleiner als diese.  Das Wohnhaus mit 20 Stockwerken in der Straße Achtern Born war seinerzeit das höchste in Hamburg. Es heißt im Volksmund „Affenfelsen“.
Den Ortskern der Siedlung bildet das Einkaufszentrum Born-Center. In dessen Nähe befinden sich auch das Klick Kindermuseum und die Maria-Magdalena-Kirche. Eine Besonderheit im Osdorfer Born ist das höchste Graffiti der Welt auf einer Hauswand mit 43 m Höhe. Regen Zuspruch findet im Sommer die 40 m lange Wasserrutsche im nahegelegenen Freibad mit einem 50-m-Becken.
2005 war Osdorfer Born auch der Ursprung für das gewaltpräventive Projekt „BGK – Bildung gegen Kriminalität“.

## Verkehrsanbindung
Aus Kostengründen strich der Senat unter dem damaligen Ersten Bürgermeister Hans-Ulrich Klose ein Projekt zum Anschluss des Osdorfer Borns durch die Schnellbahn kurz vor dem auf 1974 angesetzten Termin zum Baubeginn. Nach der Jahrtausendwende kamen diverse Planungen zu Schienenanbindungen des Viertels auf. So waren in den Plänen des Senats zu einem Stadtbahnnetz sowohl 2001 als auch 2009 Strecken zum Osdorfer Born vorgesehen, die jeweils nach Regierungswechseln wieder eingestellt wurden. Somit blieb es bis heute bei der ÖPNV-Anbindung über Stadtbuslinien. Nachdem zwischenzeitlich eine U-Bahn-Linie geplant war, wurde 2019 entschieden, dass eine neue S-Bahn-Linie (S32) hierfür geschaffen werden soll. Diese wird den Osdorfer Born mit der S-Bahn-Station Holstenstraße verbinden. Als Vorläufer dieser S-Bahn-Linie wurde Xpressbuslinie 3 eingerichtet, die in etwa 20 Minuten die S-Bahn-Station Holstenstraße erreicht. Sie sorgt auch für die direkte Anbindung an die Hamburger Innenstadt, womit sie in verbesserter Form die Funktion der Schnellbuslinie 37 übernehmen soll, die bis Dezember 2021 den Osdorfer Born direkt mit Altona und der Hamburger Innenstadt verband, dann aber eingestellt wurde.
Die Metrobuslinie 21 verbindet den Osdorfer Born im Fünf- bzw. Zehn-Minuten-Takt mit den S-Bahn-Stationen Klein Flottbek (S1) und Elbgaustraße (S3 und S5) sowie mit dem Elbe-Einkaufszentrum (EEZ). Die Fahrtdauer zu den S-Bahn-Stationen beträgt etwa 15 Minuten.

## Maria-Magdalena-Kirchengemeinde
Bereits seit 1964 bemühte sich die Kirchengemeinde St. Simeon Alt-Osdorf um Gelder zum Erwerb eines Grundstückes. Nach dem am 27. Januar 1968 ein Kirchenpavillon eingeweiht wurde, begann noch im gleichen Jahr die Jugend- und Seniorenarbeit. In dem ausgelobten Architektenwettbewerb erhielt der Entwurf von Klaus Nickels und Timm Ohrt den 1. Preis, der daraufhin binnen drei Jahren verwirklicht wurde. Am 24. Dezember 1971 wurde der erste Gottesdienst in dem fertiggestellten Gemeindezentrum gefeiert und die die Kirche bis 1972 eröffnet.

## Persönlichkeiten aus dem Osdorfer Born
- André Trulsen (* 1965), deutscher Fußballspieler
- LX (* 1986), Rapper
- Kasim Edebali (* 1989), American-Football-Spieler

## Galerie

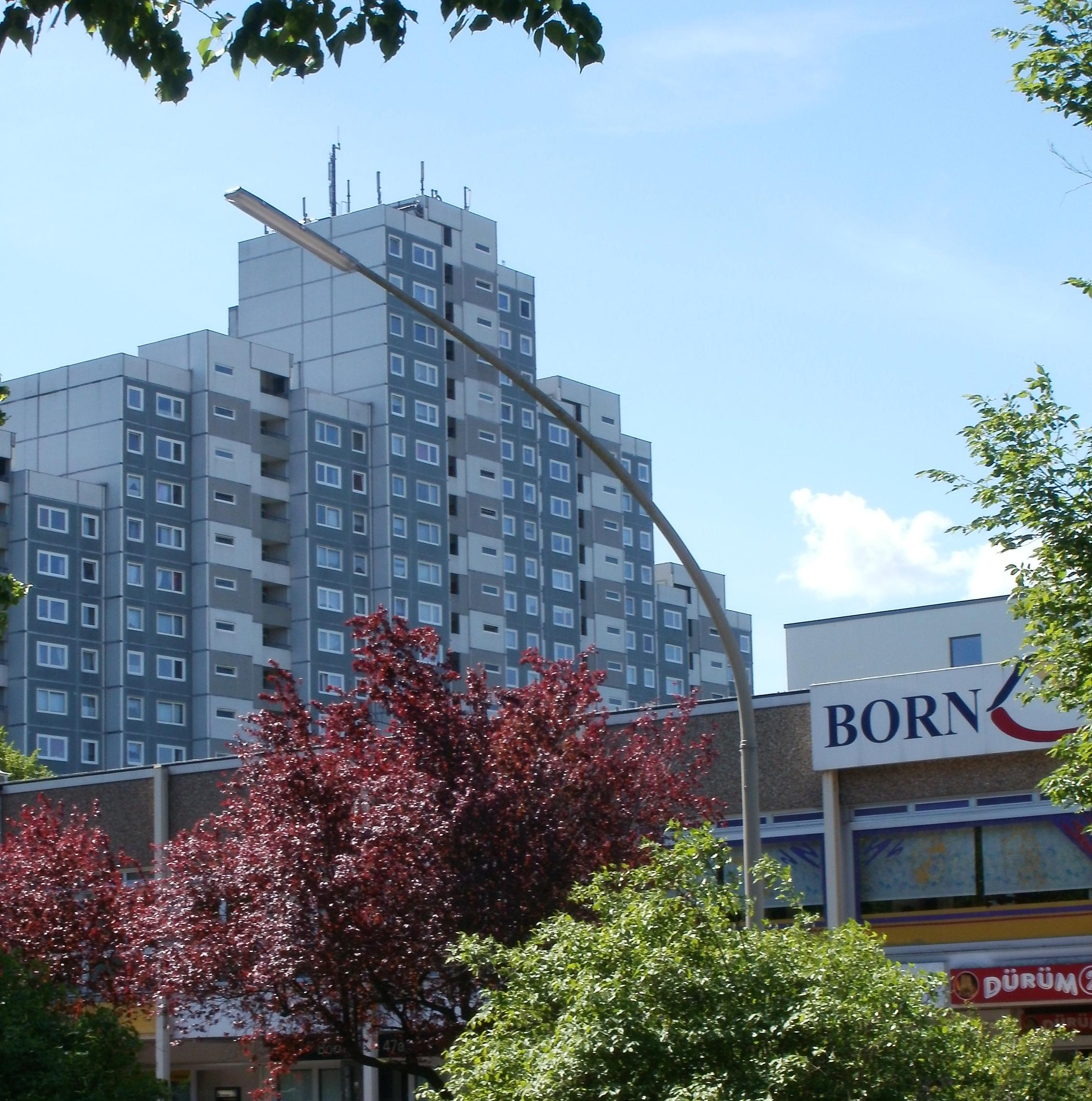
Osdorfer Born
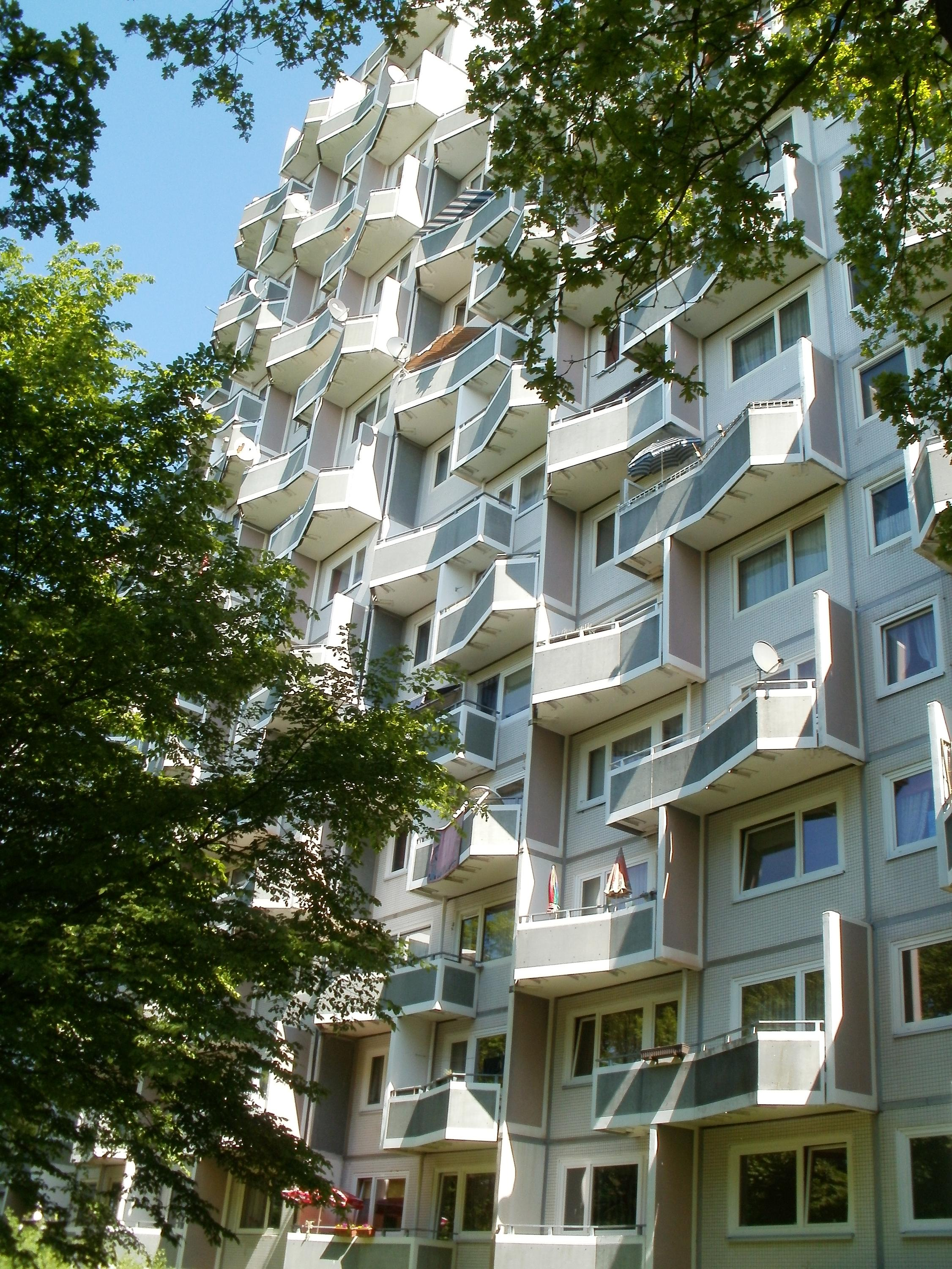
Haus am Osdorfer-Born
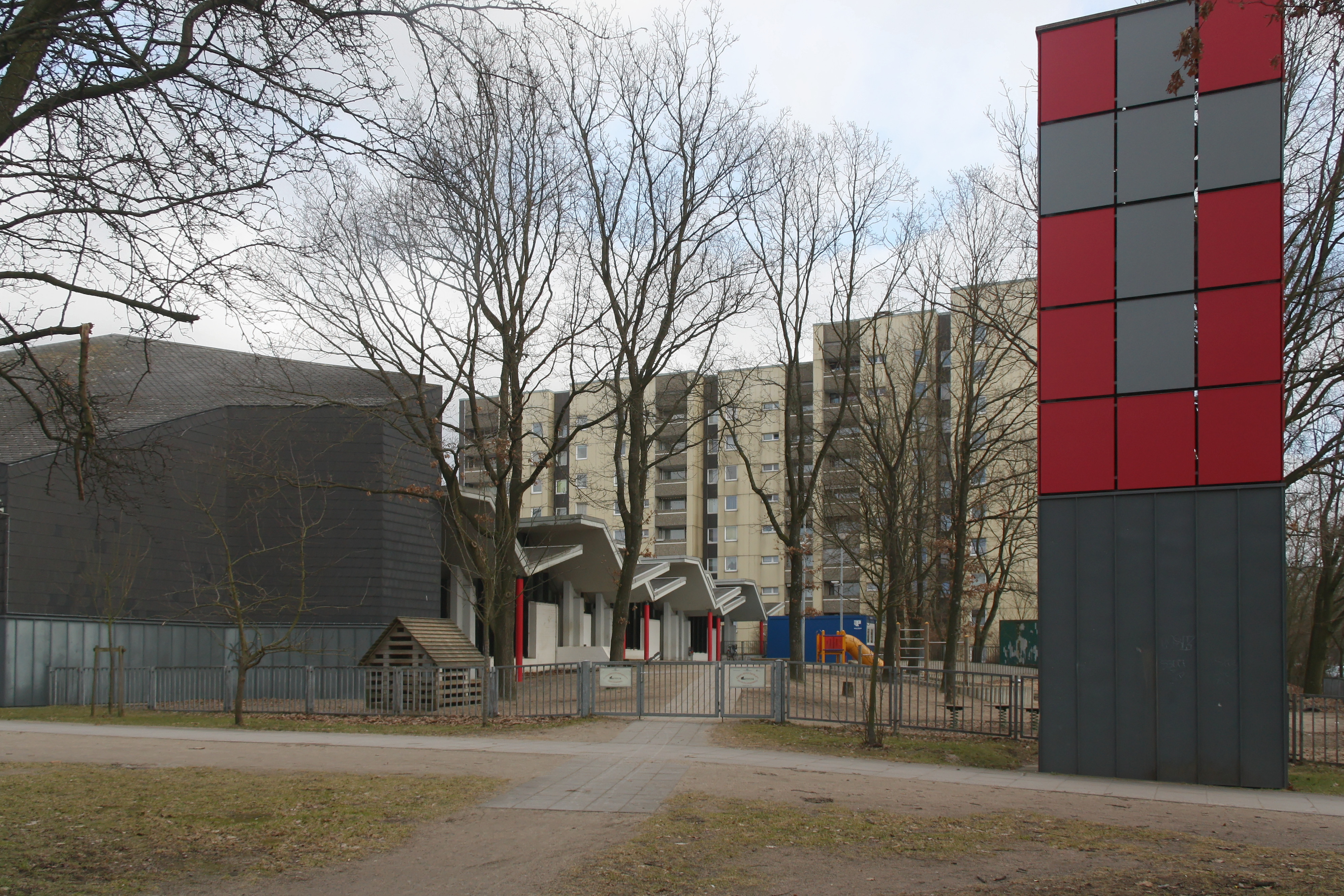
Maria-Magdalena-Kirche
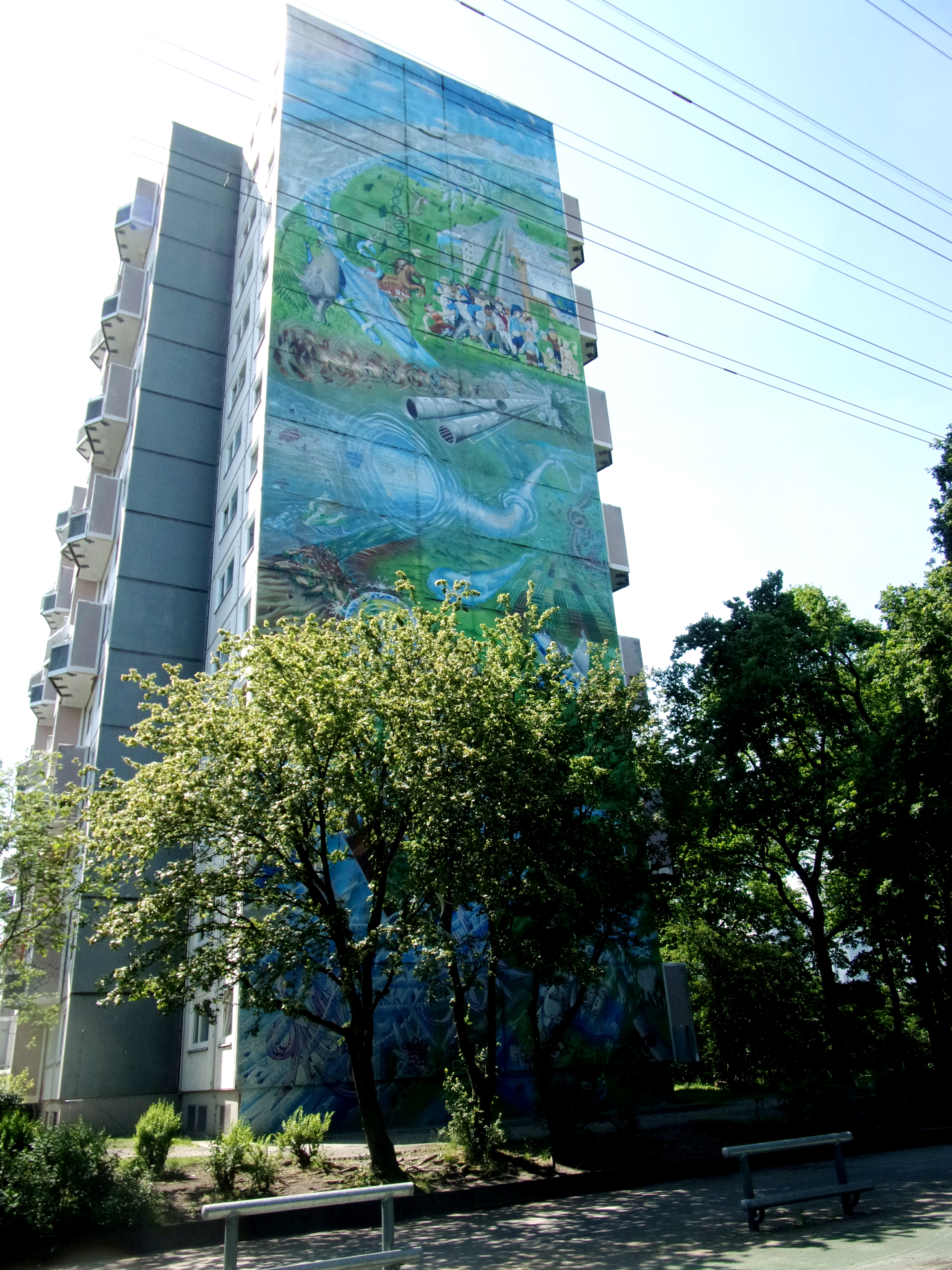
Graffito mit Eintrag ins Guinnessbuch
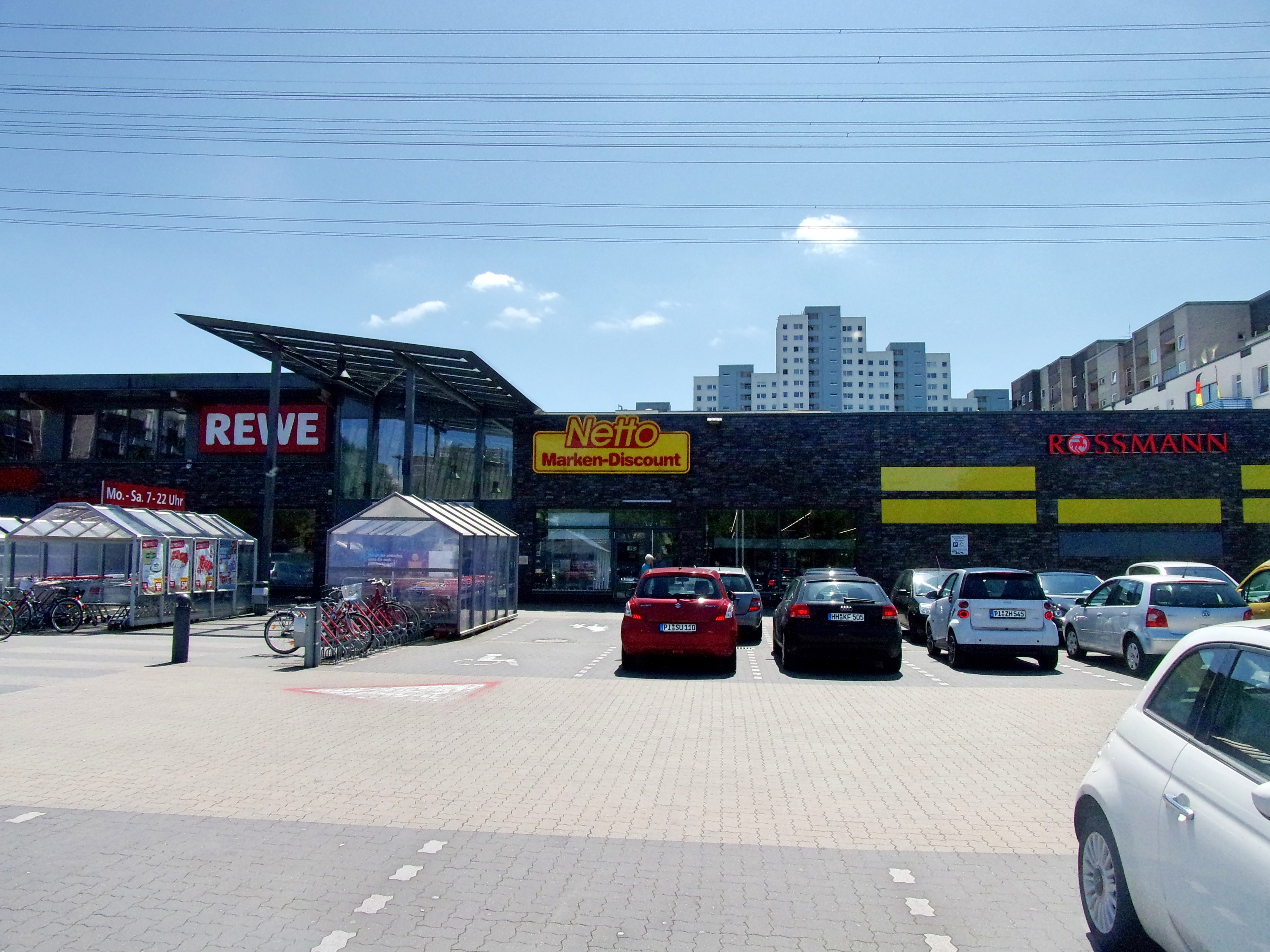
Born-Center
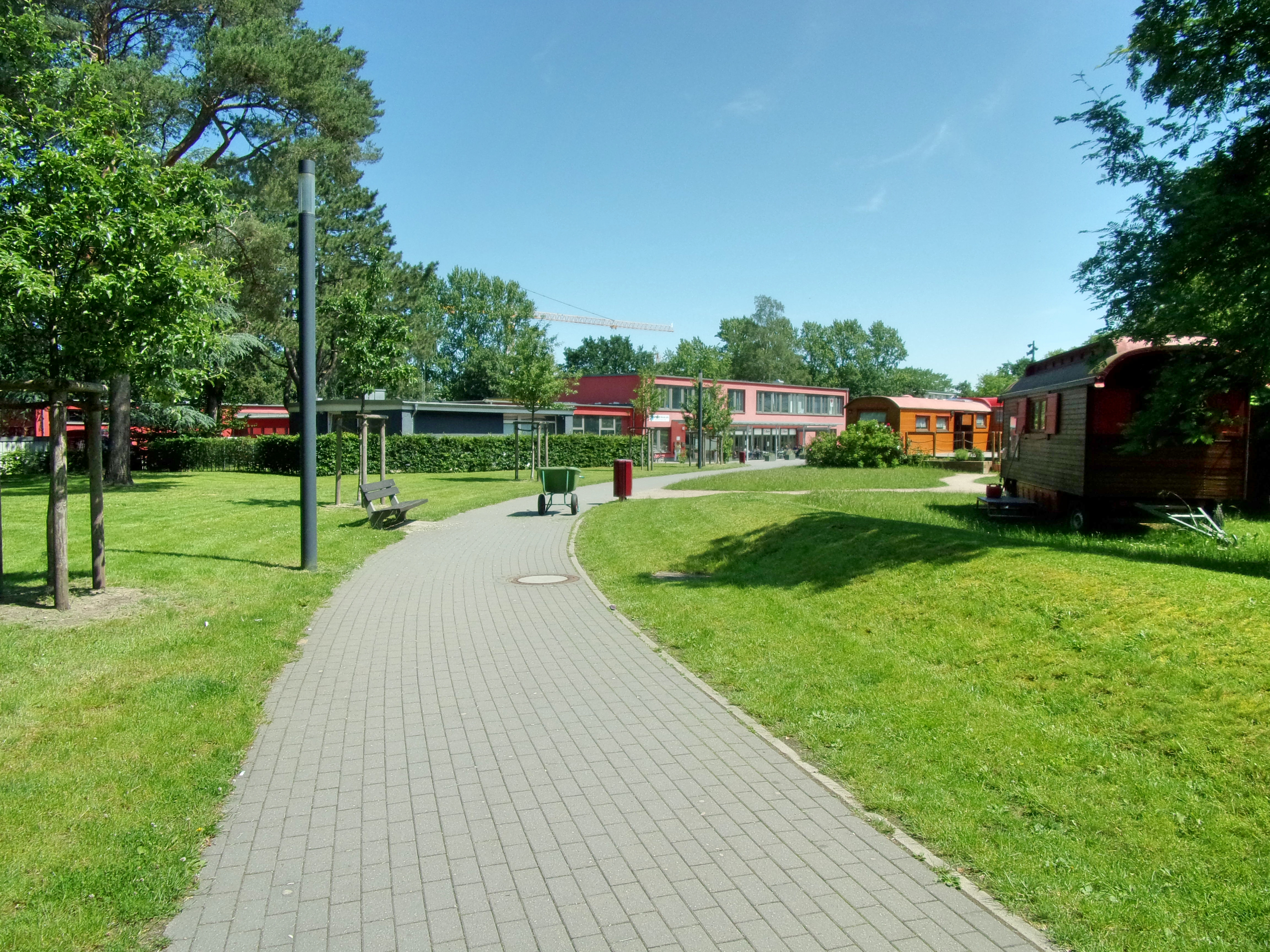
Bürgerhaus Bornheide